# Frontière entre la Roumanie et l'Union européenne
 (juin 2018).
Si vous disposez d'ouvrages ou d'articles de référence ou si vous connaissez des sites web de qualité traitant du thème abordé ici, merci de compléter l'article en donnant les références utiles à sa vérifiabilité et en les liant à la section « Notes et références ».
La frontière entre la Roumanie et l'Union européenne était entre le 1er mai 2004, date d'adhésion de la Hongrie à l'Union européenne, et le 1er janvier 2007, date d'adhésion de la Roumanie à l'Union européenne, la frontière délimitant les territoires voisins sur lesquels s'exerçait la souveraineté de la Roumanie ou de l'un des États alors membres de l'Union européenne, en l'occurrence la Hongrie elle-même.

## Historique

### 2004-2006
De l'adhésion de la Hongrie à l'Union européenne le 1er mai 2004 à la veille de la date d'adhésion de la Roumanie à l'Union européenne le 1er janvier 2007, la frontière euro-roumaine se superposait à la frontière magyaro-roumaine.

### Depuis 2007
À la suite de l'adhésion de la Roumanie à l'Union européenne le 1er janvier 2007, cette frontière a disparu et n'existe donc plus depuis lors. Le pays ne faisant toutefois pas partie de l'espace Schengen, la frontière avec la Hongrie demeure soumise à des contrôles frontaliers.